# Julius Olsson

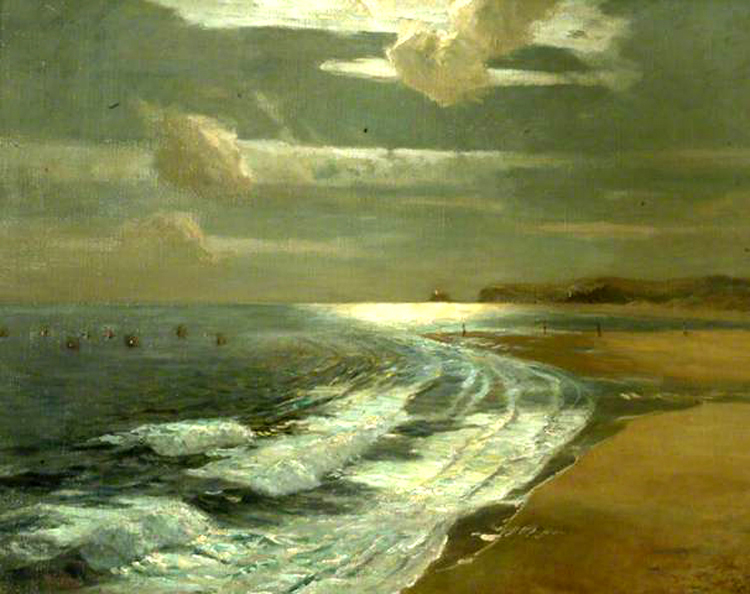
Plateada luz de luna

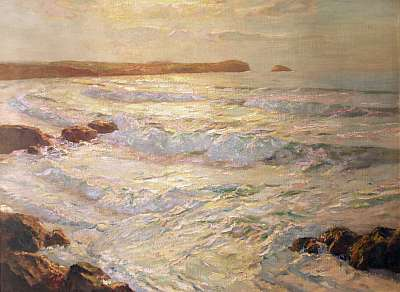
Verano en el mar

Albert Julius Olsson (Islington, Londres, 1864-Dublín, Irlanda, 1942) fue un pintor paisajista inglés.

## Biografía
Hijo de padre sueco y madre inglesa, no realizó estudios formales de arte. Trabajó en un banco hasta que decidió dedicarse de lleno a la pintura. Su interés en pintar se inició en Londres y en sus viajes al exterior. En 1896 se instaló en St Ives, Cornualles, acompañado por su esposa Kathleen, también artista. Pintó los paisajes de la zona y se convirtió en un influyente pintor y profesor. Fundó, junto a Louis Grier, la Escuela de Pintura de St Ives, donde trabajó con Algernon Mayow Talmage, y en la que fueron alumnos quienes serían importantes artistas, como Emily Carr y John Anthony Park. Permaneció en St Ives hasta 1911, cuando regresó a Londres y fue elegido miembro de la Royal Academy. Ganó dos medallas de oro en el Salón de París.

## Obra
Julius Olsson es uno de los más destacados paisajistas ingleses de finales del siglo XIX y comienzos del siglo XX, especialmente en la realización de marinas. Sus pinturas tienen características del impresionismo y gran parte de ellas fueron hechas en el plenairismo. Se caracterizan por la potente luminosidad, el sentido de la armonía y el delicado empleo de los contrastes de color.